# Gare de New Delhi
La gare de New Delhi est la principale gare ferroviaire de New Delhi, la capitale de l'Inde. Elle est située à environ deux kilomètres au nord de Connaught Place entre les quartiers du Vieux Delhi et de Pahar Ganj.

## Histoire
En septembre 2009 a lieu l'inauguration des nouvelles installations de la gare avec notamment un nouveau bâtiment voyageurs de trois étages (ouvert partiellement en mars) et de nouveaux quais et passerelles.

## Service voyageurs

### Accueil
La gare dispose d'un important bâtiment voyageurs disposant notamment au rez-de-chaussée d'une salle d'arrivées et de départs avec tableau lumineux et une salle d'attente. De nombreux autres services pour les voyageurs sont également disponibles dans les étages. La gare dispose d'aménagements spécifiques pour les personnes handicapées.

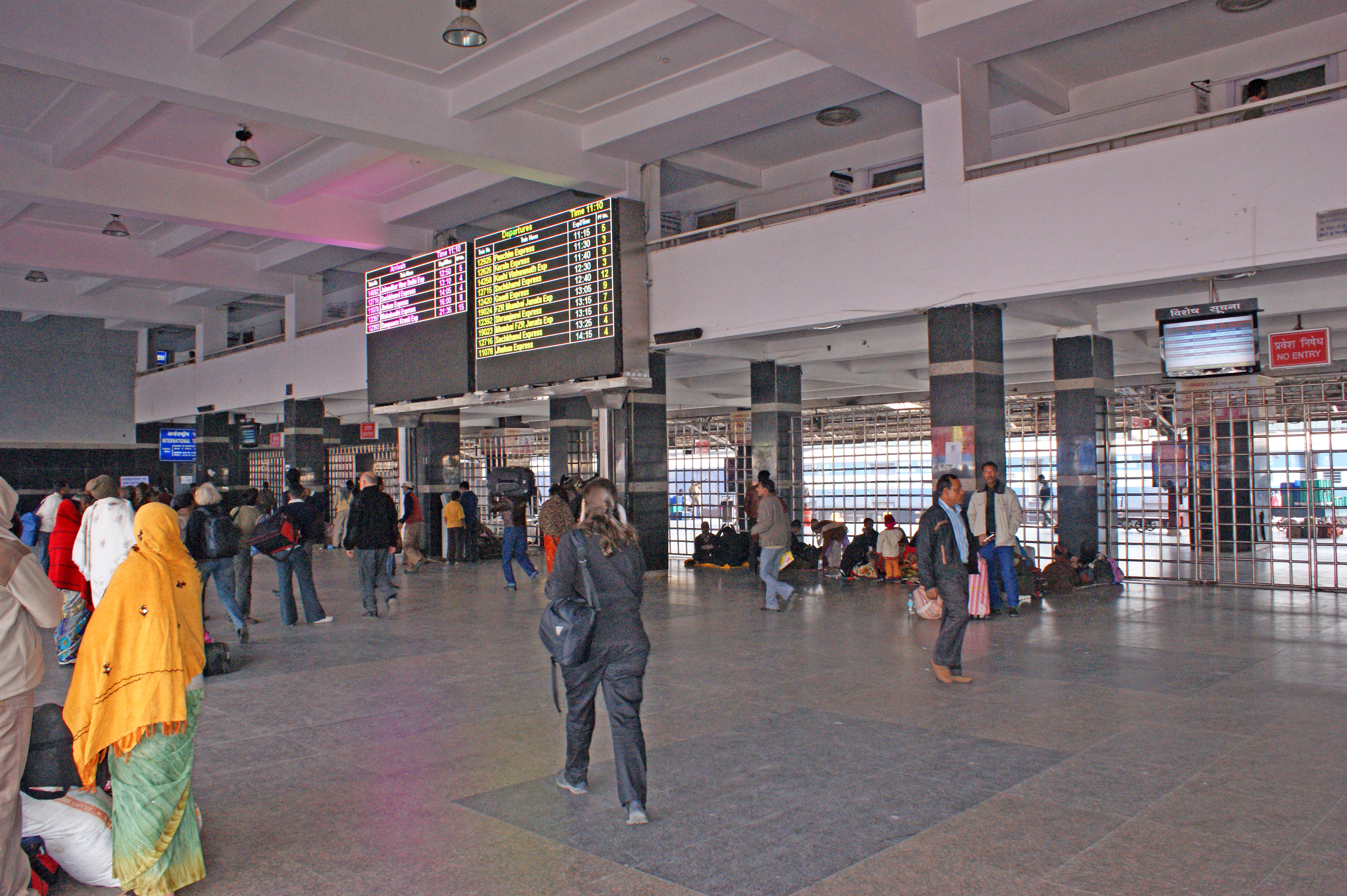
Salle des départs et arrivées.

### Desserte
La gare est le point de départ d'un grand nombre de trains en direction du nord et de l'est du pays, elle est également desservie par des trains allant vers les autres régions. C'est aussi une gare de départ pour les trains allant dans les banlieues de la ville.

### Intermodalité
La gare permet l'accès aux principaux modes de déplacement de la ville. Face au bâtiment voyageurs on trouve les bus, les taxis et les rickshaws. En traversant les voies par une passerelle on accède à la station New Delhi sur la ligne jaune du métro de Delhi et terminus de ligne Airport Express permettant de relier l'aéroport.

## Gare marchandises
C'est aussi une importante gare de marchandises.

## Galerie

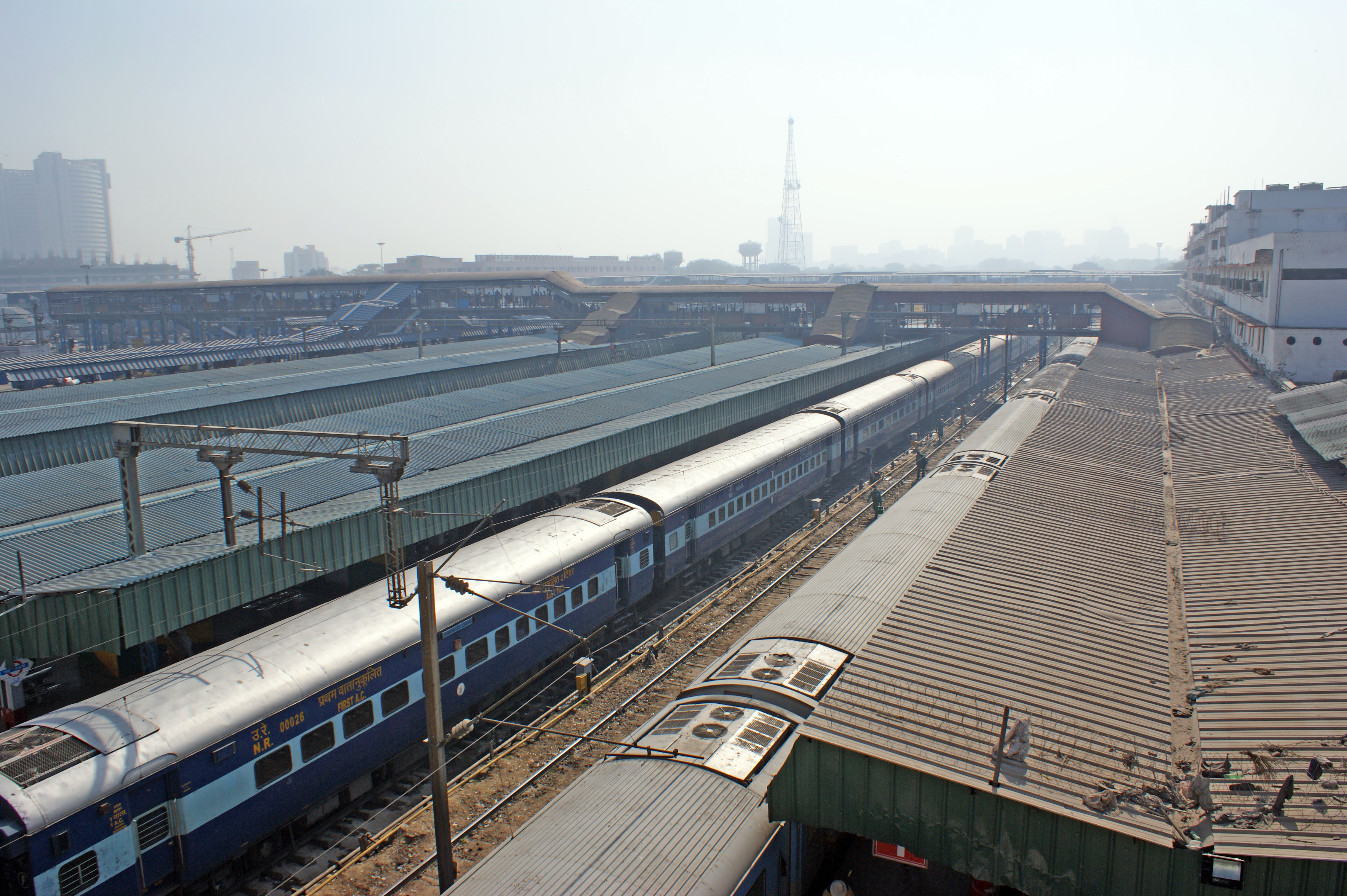
Intérieur de la gare.
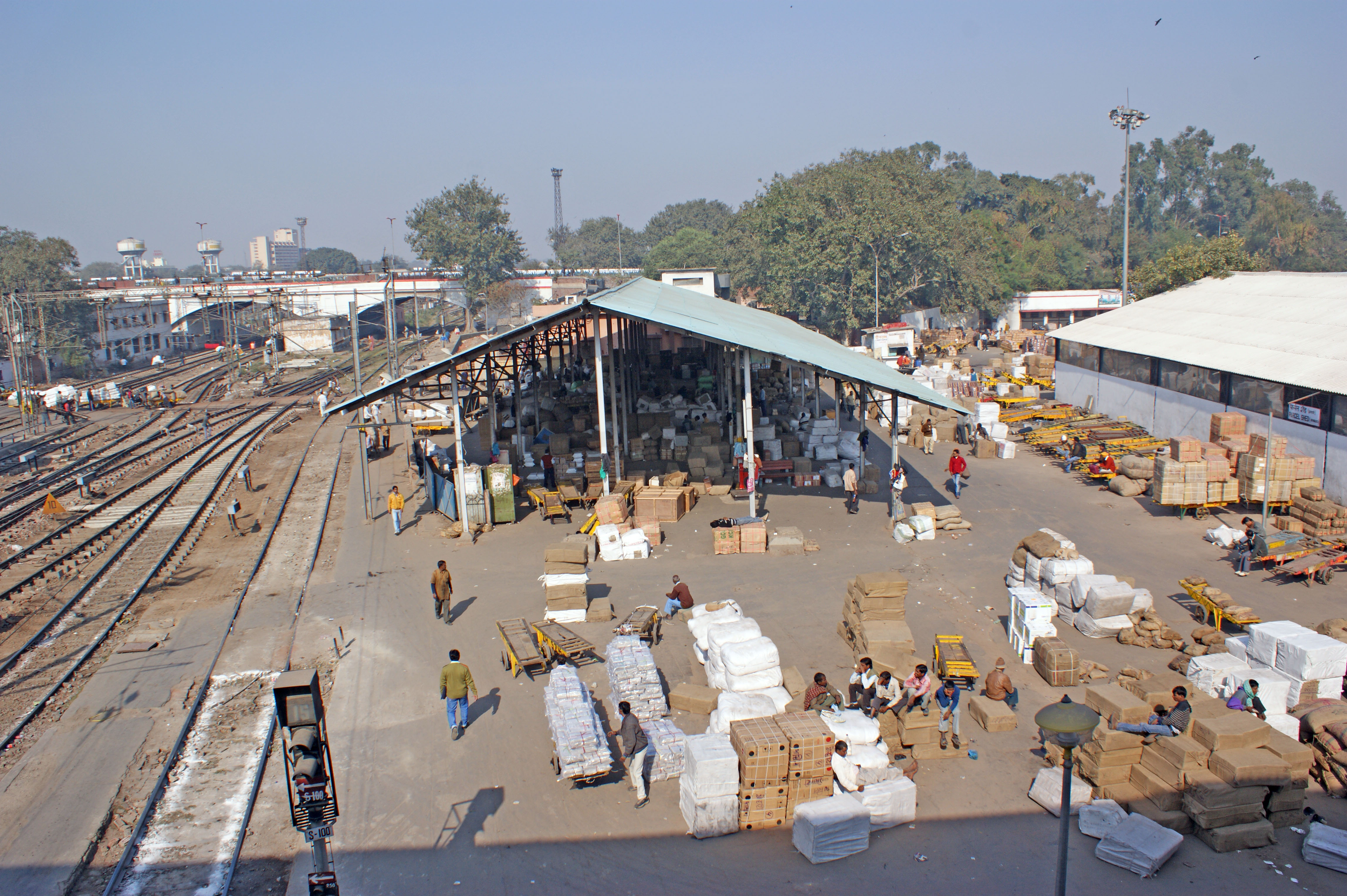
Halles à marchandises.
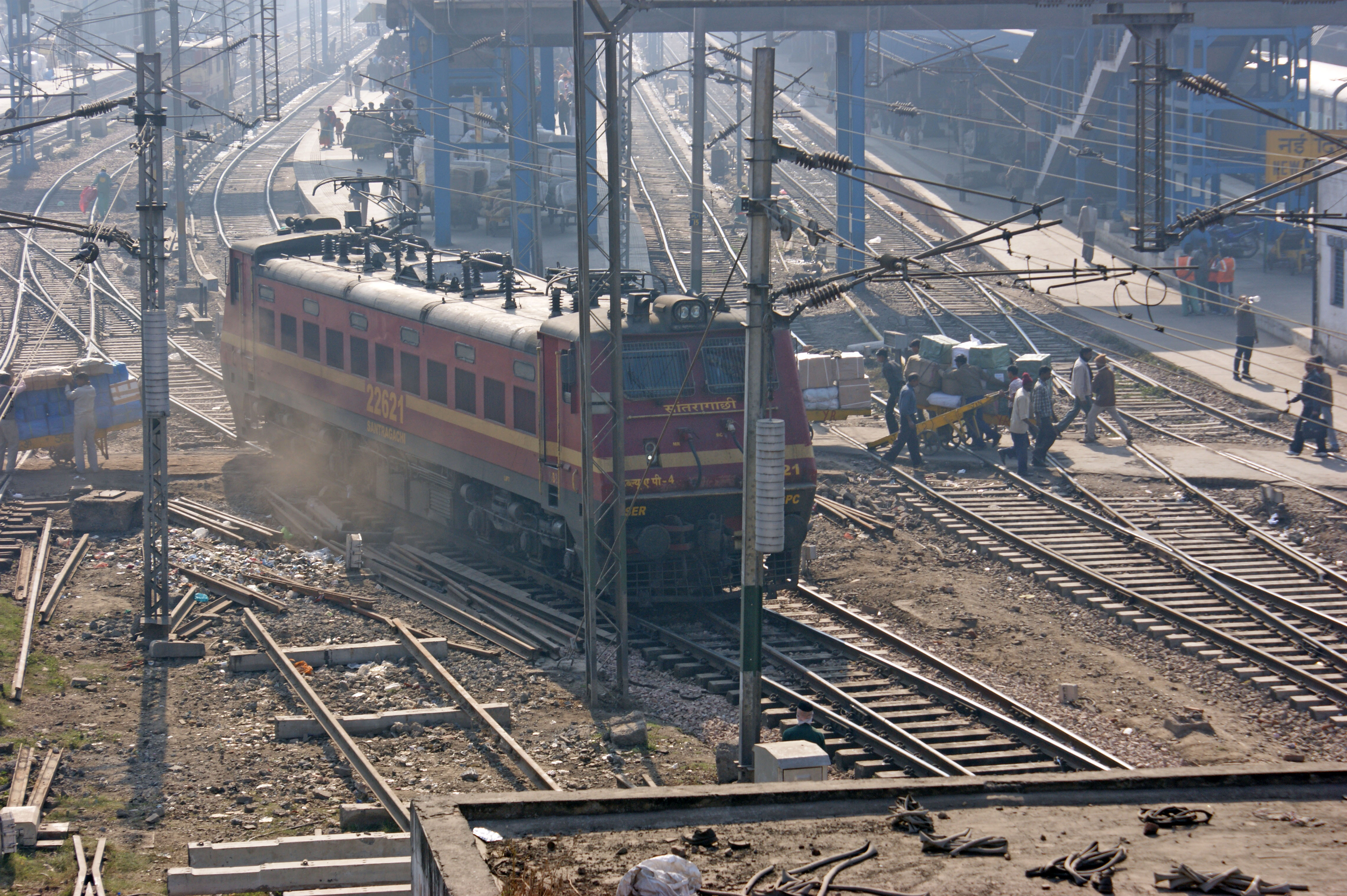
Mouvements en gare.